# Línguas latino-faliscas

Mapa da distribuição aproximada das línguas faladas na Itália da Idade do Ferro durante o século VI a.C..

As línguas latino-faliscas são um grupo de idiomas que pertence à família itálica das línguas indo-europeias, faladas na península Itálica. O latim e o falisco pertencem a este grupo.
O latim eventualmente absorveu os outros idiomas do grupo, e tomou o lugar do falisco à medida que o poder dos romanos se expandiu. Eventualmente o único membro do grupo a existir foi o latim, que, através do latim vulgar, deu origem aos idiomas românicos.